# راکاوی، نیوجرسی
راکاوِی (به انگلیسی: Rockaway) شهری در ایالت نیوجرسی کشور ایالات متحده آمریکا است که جمعیت آن در سرشماری سال ۲۰۱۰ میلادی، ۶٬۴۳۸ نفر بوده‌است.